# Elymnias stellaris
Elymnias stellaris är en fjärilsart som beskrevs av Snellen van Vollenhoven. Elymnias stellaris ingår i släktet Elymnias och familjen praktfjärilar. Inga underarter finns listade i Catalogue of Life.